# Moonraker

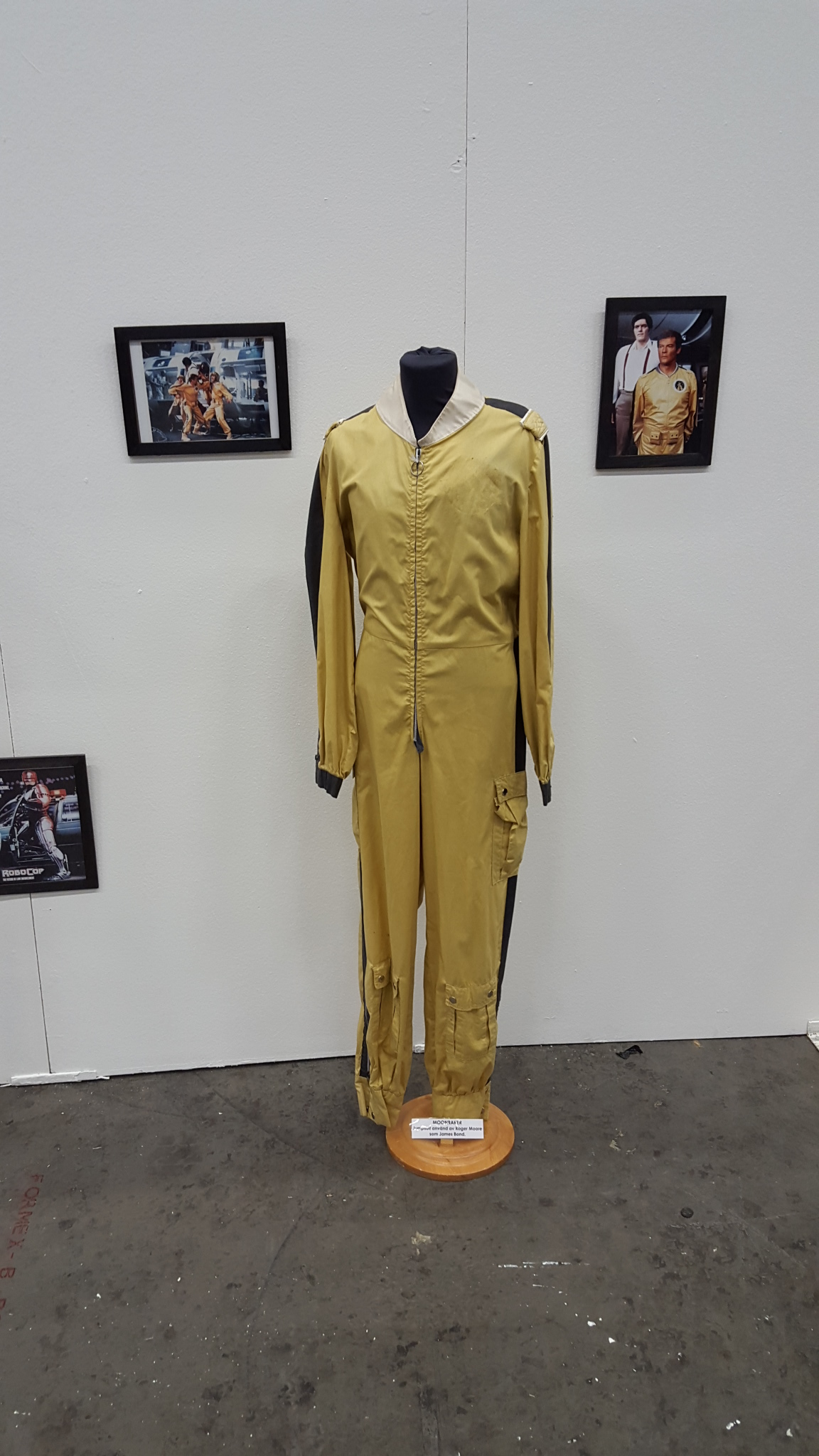
En dräkt från filmen på Stockholmsmässan 2015.

Moonraker är en James Bond-film som hade biopremiär i London den 26 juni 1979. Filmen var den 11:e officiella Bondfilmen som producerades av EON productions. Roger Moore spelade James Bond för fjärde gången.

## Titeln
Romanens titel syftar på en raket som Sir Hugo Drax tänker använda för att spränga London med. Den svenska romantiteln var Attentat.

## Handling
En rymdskyttel från Drax Industries transporteras ovanpå ett brittiskt RAF-flygplan över Engelska kanalen. Under resan visar sig flera fripassagerare ombord på skytteln, startar skytteln och kör iväg. När RAF-planets vrak undersöks och ingen skyttel hittas, skickar MI6:s chef, M, James Bond för att gräva djupare. 
Bond åker till Drax Industries i södra Kalifornien, där ägaren Hugo Drax visar sig vara besatt av rymdresor. När Drax medhjälpare Chang anordnar ett mordförsök på Bond, tar Bond hjälp av Drax sekreterare för att bryta sig in i Drax kassaskåp och hitta Drax planer. Bond hittar ritningar över specialgjort glas och en ledtråd till en glasmästare i Venedig. 
I Venedig hittar Bond glasgloberna, men vet fortfarande inte vad de är till för. Han blir jagad i gondol genom kanalerna, men lyckas komma undan. När han återvänder till glasmästaren samma natt, upptäcker han ett hemligt biologi-labb där glasgloberna innehåller ett okänt ämne. Bond smyger in och undersöker saken närmare, men blir nästan upptäckt och hinner inte återställa allt. Hans undersökning leder till att flera forskare dör av ämnet. På väg därifrån blir Bond attackerad av Chang, som han dock lyckas döda. Därefter noterar Bond att Drax håller på att flytta allt till Rio de Janeiro i Brasilien.
Vid det tredje mötet med astronauten Dr. Holly Goodhead får Bond veta att hon egentligen är en CIA-agent som spionerar på Drax, Bond visar henne och M ett litet rör med giftet, och Bond får därmed i uppdrag att resa med Dr. Goodhead till Rio de Janeiro.

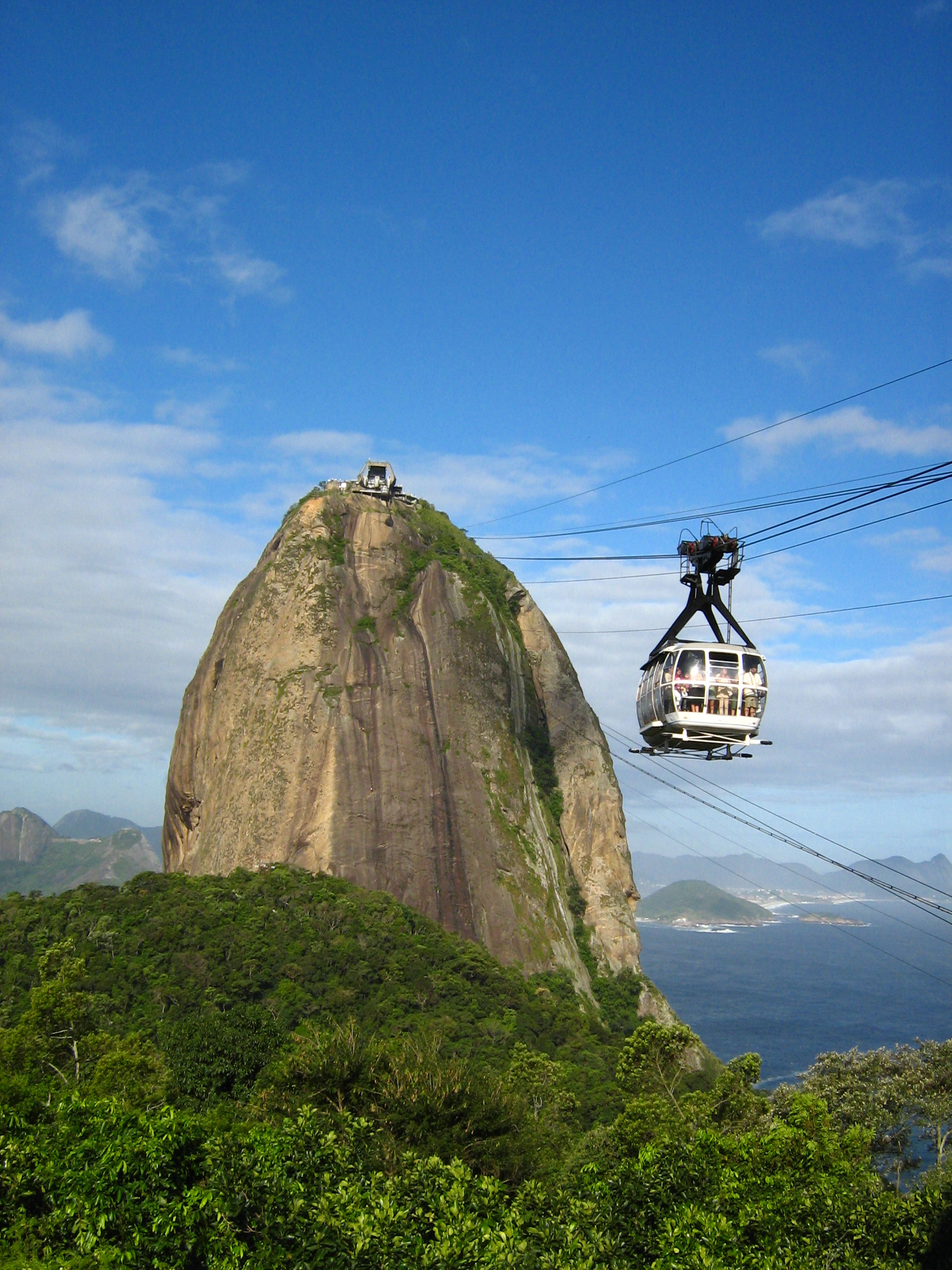
Sockertoppen och dess linbana.

Drax ersätter då Chang med lönnmördaren Hajen, som genast attackerar Bonds kontakt i Rio de Janeiro, och därefter både Bond och Dr. Goodhead under en resa med linbana upp till Sockertoppen. Bond lyckas stoppa Hajens attack, vilket leder till att han räddas av den småväxta Dolly. Under tiden blir Bond och Dr. Goodhead attackerade av Drax män i en falsk ambulans. Bond lyckas fly, men Dr. Goodhead blir bortförd.
När Bond kommer till MI6:s avdelning i Brasilien får han veta att Drax gift kom från en sällsynt orkidé som finns i Amazonas. Giftet är dödligt för människor men oskadligt för alla andra djur. Bond tror att Drax gömmer sig i Amazonas, och lyckas så småningom hitta hans gömställe där Hajen fångar in honom. Drax visar honom hur fyra av hans rymdskyttlar skjuts upp, och berättar att han stal rymdskytteln för att en av hans egna hade fått ett fel. Därefter sätter Drax Bond och Dr. Goodhead att dö under den rymdskyttel han själv ska ta. Bond och Dr. Goodhead lyckas dock fly, och tar plats på den sjätte skytteln. Skyttlarna dockar med Drax gömda rymdstation.
Besättningarna från de sex rymdskyttlarna samlas snart, varpå Drax avslöjar sin stora plan: att släppa 50 glober med det giftiga ämnet som sedan ska tränga in i Jordens atmosfär, där de exploderar och dödar alla människor på jorden. Besättningarna, som består av flera dussin unga män av olika raser, och som Drax anser vara genetiskt perfekta. När Jorden sedan går att leva på igen, ska de återvända och skapa en ny och bättre människo-ras. Bond och Dr. Goodhead lyckas förstöra störningssignalerna som döljer rymdstationen, men Bond blir fångad och Drax tänker låta Hajen kasta ut honom genom närmaste luftsluss. Bond övertygar då Hajen att Drax dröm inkluderar varken honom eller hans flickvän Dolly, vilket får Hajen att byta sida.
Amerikanerna har sänt en pluton marinsoldater för att strida mot Drax vakter. De lyckas stoppa Drax soldater, och i striden lyckas Bond också döda Drax och skjuta ut honom i rymden.
Rymdstationen håller på att gå i tusen bitar. Hajen hjälper Bond och Dr. Goodhead att åka iväg iväg med Drax rymdskyttel för att jaga ikapp de giftglober som Drax hunnit skjuta iväg. Hajen och Dolly skålar i champagne. Hajen säger sin enda replik i alla Bondfilmer han är med i: "Well, here's to us." och de båda åker sedan iväg i en av rymdstationens moduler medan Bond och Dr. Goodhead lyckas med sitt uppdrag och tar ett sista varv runt Jorden innan de återvänder.

## Rollista (i urval)
| Roger Moore      | – James Bond         |
| Lois Chiles      | – Dr. Holly Goodhead |
| Michael Lonsdale | – Hugo Drax          |
| Richard Kiel     | – Hajen (Jaws)       |
| Corinne Cléry    | – Corinne Dufour     |
| Bernard Lee      | – M                  |
| Desmond Llewelyn | – Q                  |
| Lois Maxwell     | – Miss Moneypenny    |
| Geoffrey Keen    | – Sir Frederick Gray |
| Toshirō Suga     | – Chang              |
| Blanche Ravalec  | – Dolly              |

## Produktion

### Förproduktion
Moonraker var den enda av Ian Flemings romaner om Agent 007 som återstod att filma (det fanns ytterligare ett antal noveller). Handlingen ansågs emellertid vara förlegad - romanen handlar om ett förnyat V-2-hot mot Storbritannien, 10 år efter andra världskrigets slut. Därför gjordes handlingen om en hel del och man hämtade en hel del inspiration från Stjärnornas krig som haft premiär 1977.
Den stora succén med Älskade spion 1977 gjorde att man körde vidare på ett beprövat och framgångsrikt recept i Bondfranchisen - Bonds fiende skulle vara en megaskurk och denna gång gick man längre än någonsin tidigare - Hugo Drax ville ju utrota mänskligheten! Med den väldiga framgången med Älskade Spion i ryggen sparade inte United Artists och EON Productions på slantarna. Moonraker kostade hela 30 miljoner dollar och var då en av de dyraste filmer som någonsin producerats.

### Filminspelningen
Inspelningen gjordes på flera platser, främst Venedig, Rio och Amazonas.
Till skillnad från de flesta andra Bondfilmerna, spelades Moonraker inte in på Pinewood studios utanför London, England. Istället spelades filmen in i Frankrike. Interiören var uppbyggd i flera studior runtom i Frankrike.
Innan inspelningen hade Roger Moore just genomgått en njurstensoperation, och inspelningen var därför mycket krävande för honom, med bara tre lediga dagar på 28 veckor.
Modellen av Drax' rymdstation var hela 30 meter i diameter.

### Efterproduktion
Filmen klipptes av John Glen.
Förtexterna till filmen filmades av Maurice Binder.

## Musik

### Sånger
Titelmelodin skrevs av John Barry och Hal David och framfördes av Shirley Bassey. Hon blev därmed den första (och hittills enda) som framfört tre titellåtar till en Bondfilm.

### Soundtrack
Övriga soundtracket skrevs av John Barry
1. "Moonraker (Main Title)" – Shirley Bassey
2. "Space Lazer Battle"
3. "Miss Goodhead Meets Bond"
4. "Cable Car"
5. "Snake Fight"
6. "Bond Lured to Pyramid"
7. "Flight into Space"
8. "Bond Arrives in Rio"
9. "Boat Chase"
10. "Centrifuge"
11. "Corrine Put Down"
12. "Bond Smells a Rat"
13. "Moonraker (End Title)" – Shirley Bassey

## Mottagande
Filmcensuren i Sverige ville först totalförbjuda Moonraker då man ansåg att en del scener var väl våldsamma med bland annat sparkar mot ansikten. Först efter diverse överklaganden godkände Sveriges regering filmen i oklippt version den 18 oktober 1979.
Moonraker är en av de mest kritiserade Bondfilmerna någonsin. Många kritiker ansåg att filmen var för overklig, för mycket ren science fiction och för långt från Ian Flemings Bondromaner. En del kritiserade också filmen för att hantlangaren Hajen återigen fick vara med - även om det fanns många som också tyckte om hans återkomst. All kritik till trots blev Moonraker en stor publiksuccé och en av de mest inkomstbringande Bondfilmerna någonsin, detta har vanligtvis förklarats med att just science fiction-genren var omåttligt populär under slutet av 1970-talet och början av 1980-talet, med filmserier som Star Wars. Filmen hyllades dock också av många kritiker för sina för tiden banbrytande specialeffekter och nominerades till en Oscar för just bästa specialeffekter vid Oscarsgalan 1980, men vann inte.